# Olivedos
Olivedos é um município brasileiro do estado da Paraíba, localizado na Região Geográfica Imediata de Campina Grande. De acordo com o IBGE (Instituto Brasileiro de Geografia e Estatística), no ano de 2009 sua população era estimada em 3 622 habitantes. Área territorial de 318 km².

## História
O Município de Olivedos, teve sua história iniciada em 1722, quando foi implantada a Fazenda São Francisco por Antônio Francisco da Costa. Duas casas existiam na propriedade, sendo uma na sede e outra no local conhecido como “Curralinho”. No mesmo ano, foi demarcada a Fazenda São Francisco pelo sertanista Teodósio de Oliveira Lêdo, que residiu por alguns anos disseminando a colonização do território de São Francisco. O patrimônio para a construção da capela em honra a São Francisco, foi doado por Antônio Francisco da Costa, em 1722 quando foi construído o cemitério local. Em volta do simples templo foram construídas novas residências por pessoas que chegaram ao local atraídos pela fertilidade do solo. Enumeramos os primeiros moradores do vilarejo. Dionizio Pereira Gomes, Guilherme Ferreira e Domingos Ferreira. As datas de São Gonçalo e São Francisco foram requeridas pelo português Sebastião Costa. O conhecido Padre Ibiapina realizou reformas na capela, transformando-a na igreja de nossos dias. Foi primeira matriz de Soledade (Paraíba). O ex-distrito de São Francisco recebeu de Olivedos, em 1948, em homenagem ao sertanista Teodósio de Oliveira Ledo.

## Emancipação
A emancipação política do município foi criada pela Lei n. 2.706 de 28 de dezembro de 1961 no Governo de Pedro Gondim, através de solicitações do deputado Estadual Geroncio da Nobrega influenciado pelas lideranças locais nas pessoas do senhores Manoel Araújo de Souto, Matias Paulino da Costa, Evilazio de Albuquerque Melo e Deudedit de Souza Lima.
A instalação oficial do município ocorreu no dia 20 de janeiro de 1962, desmembrando de Soledade (Paraíba), formando o único distrito o da sede.

## Geografia
O município está incluído na área geográfica de abrangência do semiárido brasileiro, definida pelo Ministério da Integração Nacional em 2005. Esta delimitação tem como critérios o índice pluviométrico, o índice de aridez e o risco de seca.

### Crescimento Populacional
| Fonte: IBGE |

### Clima
Dados do Departamento de Ciências Atmosféricas, da Universidade Federal de Campina Grande, mostram que Olivedos apresenta um clima com média pluviométrica anual de 485,3 mm e temperatura média anual de 23,0 °C.
| Dados climatológicos para Olivedos            | Dados climatológicos para Olivedos | Dados climatológicos para Olivedos | Dados climatológicos para Olivedos | Dados climatológicos para Olivedos | Dados climatológicos para Olivedos | Dados climatológicos para Olivedos | Dados climatológicos para Olivedos | Dados climatológicos para Olivedos | Dados climatológicos para Olivedos | Dados climatológicos para Olivedos | Dados climatológicos para Olivedos | Dados climatológicos para Olivedos | Dados climatológicos para Olivedos |
| Mês                                           | Jan                                | Fev                                | Mar                                | Abr                                | Mai                                | Jun                                | Jul                                | Ago                                | Set                                | Out                                | Nov                                | Dez                                | Ano                                |
| --------------------------------------------- | ---------------------------------- | ---------------------------------- | ---------------------------------- | ---------------------------------- | ---------------------------------- | ---------------------------------- | ---------------------------------- | ---------------------------------- | ---------------------------------- | ---------------------------------- | ---------------------------------- | ---------------------------------- | ---------------------------------- |
| Temperatura máxima média (°C)                 | 30,9                               | 30,5                               | 29,9                               | 29,0                               | 27,7                               | 26,5                               | 26,3                               | 27,4                               | 28,8                               | 30,5                               | 31,2                               | 31,3                               | 29,2                               |
| Temperatura média (°C)                        | 24,2                               | 24,1                               | 23,8                               | 23,5                               | 22,6                               | 21,6                               | 21,0                               | 21,3                               | 22,2                               | 23,3                               | 23,9                               | 24,2                               | 23,0                               |
| Temperatura mínima média (°C)                 | 20,0                               | 20,2                               | 20,2                               | 19,9                               | 19,2                               | 18,1                               | 17,1                               | 17,0                               | 18,0                               | 18,8                               | 19,4                               | 19,9                               | 19,0                               |
| Chuva (mm)                                    | 27,8                               | 55,2                               | 94,1                               | 102,2                              | 57,5                               | 49,7                               | 37,1                               | 15,8                               | 7,1                                | 5,0                                | 5,6                                | 12,1                               | 485,3                              |
| Fonte: Departamento de Ciências Atmosféricas. |                                    |                                    |                                    |                                    |                                    |                                    |                                    |                                    |                                    |                                    |                                    |                                    |                                    |